# Nuša Tome
Nuša Tome Babnik, slovenska alpska smučarka, * 9. oktober 1960, Ljubljana, † 11. november 2015.

## Tekmovalna kariera
Nuša Tome je za Jugoslavijo nastopila na Zimskih olimpijskih igrah 1980 v Lake Placidu, kjer je nastopila v veleslalomu in slalomu, kjer je v velesalomu osvojila 22. mesto. Štiri leta pozneje pa na Zimskih olimpijskih igrah 1984 v Sarajevu, kjer je prav tako nastopila v teh dveh disciplinah in v veleslalomu osvojila 21.mesto
Na svetovnem prvenstvu leta 1978 je v slalomu osvojila 33. mesto.

## Življenjepis
Nuša je živela v Ljubljani, kjer si je v Tomačevem z možem in nekdanjim alpskim smučarjem Sašom Babnikom tudi ustvarila dom. Imata dva otroka. Hčer Najo (1992) in sina Tima (1991), ki sta bila tudi smučarja.